# Čiope stablašice
Čiope stablašice (Ćubaste čiope, lat. Hemiprocnidae) su porodica ptica u bliskom srodstvu s pravim čiopama. Porodica se sastoji od jednog roda, Hemiprocne, i četiri vrste. Nastanjuju područje od Indije i jugoistočne Azije do Indonezije, Nove Gvineje i Solomonskih otoka.

## Opis
Ćubaste čiope su malene do srednje veličine, od 15 do 30 cm duge i teške 70-120 grama. Imaju duga krila, ali najveći dio te dužine čine primarna pera; ruke su im zapravo vrlo kratke. Vizualno se razlikuju od ostalih čiopa po perju, koje je mekše, a imaju i ćube ili slične ukrase na licu, i dug račvast rep. 
Hrane se letećim kukcima, uključujući i stjenice, bube i muhe. Nijedna vrsta nije ugrožena.

## Razmnožavanje
I mužjak i ženka grade gnijezdo od kore drveta i perja zalijepljenog na granu. Jedno sneseno jaje zalijepe za granu drveta. Boja jajeta varira od bijele do sive. Postoji malo informacija o trajanju inkubacije, ali se smatra da traje duže kod većih vrsta. 

## Vrste
Postoje četiri vrste u jednom rodu, Hemiprocne:
- čiopa stablašica (Hemiprocne longipennis)
- ćubasta čiopa (Hemiprocne coronata)
- sivoprsa čiopa (Hemiprocne mystacea)
- brkata čiopa (Hemiprocne comata)

## Vanjske poveznice
|  | Zajednički poslužitelj ima još gradiva o temi Hemiprocnidae |
|  | Wikivrste imaju podatke o taksonu Hemiprocnidae             |